# Leuchtturm Euxinograd
Der Leuchtturm Euxinograd (bulgarisch Евксиноградски фар Ewksinogradski far) ist am nordöstlichen Eingang der Bucht von Warna gelegene Leuchtturm in Euxinograd an der bulgarischen Schwarzmeerküste. Der runde Backsteinturm mit Laterne und Galerie ist auf einem achteckigen Steinsockel am Ende der kurzen Mole aufgebaut. Er ist ein bekanntes Wahrzeichen an der Küste und beliebtes Ausflugsziel.
Der Turm liegt unterhalb der frühere Sommerresidenz Euxinograd des bulgarischen Zaren Ferdinand I. und seiner Gemahlin der Zarin Eleonora von Bulgarien am Schwarzen Meer.

## Geschichte
1903 schloss die Baufirma des Hafens von Warna mit dem Staat einen Vertrag über den Bau des Hafens von Euxinograd. Es musste ein 60 m langer Wellenbrecher gebaut werden. 1907 wurde der Vertrag über die Verlängerung der Mole um weitere 60 m geschlossen. Die Arbeiten wurden 1910 abgeschlossen und am westlichen Ende wurde der steinerne Leuchtturm von 16 m mit einem weißen Dauerlicht errichtet. Im Mai 1947 wurde das Licht auf ein festes Rot umgestellt, um die Sichtbarkeit für die Schifffahrt zu verbessern.
Auf der gegenüberliegenden Bucht, am Kap Galata befindet sich ein weiterer Leuchtturm Nos Galata (Fl(3)15s76m26M) und kennzeichnet die Einfahrt in die Bucht von Warna.